# Melese paranensis
Melese paranensis är en fjärilsart som beskrevs av Paul Dognin 1911. Melese paranensis ingår i släktet Melese och familjen björnspinnare. Inga underarter finns listade i Catalogue of Life.